# ADATS
XM1069 ADATS (чит. «Э́йдатс», англ. Air Defense Anti-Tank System — зенитная и противотанковая система) — американский самоходный зенитный ракетный комплекс, предназначенный для обнаружения и поражения как высокоскоростных (в том числе и низколетящих) самолётов тактической авиации, так и малоскоростных самолётов, вертолётов и беспилотных летательных аппаратов армейской авиации, а также наземных бронированных целей (танков, БТР, БМП и т. д.). Комплекс разработан швейцарской фирмой «Эрликон» совместно с американской «Мартин Мариэтта» в период 1979—1984 гг. на базе наработок, полученных «Мартин» во время участия в конкурсе на создание тяжёлого противотанкового комплекса (AHAMS) для Сухопутных войск США. В апреле 1986 года был подписан контракт на поставку в период 1988—1989 годов Вооружённым Силам Канады 36 комплексов ADATS и 800 зенитных ракет MIM-146 к ним. Для Армии США планировалось приобрести 562 таких комплекса, однако из-за отказа от закупок контракт так и не был заключён.
ЗРК ADATS имеет модульную конструкцию, что позволяет монтировать его на гусеничных или колёсных машинах различного типа, поставляемых американской корпорацией «Фуд Машинери энд Кемикал». Например, вариант комплекса для канадской армии выполнен на шасси БТР M113, а вариант для американской армии — на шасси БРМ M3A1 «Брэдли».
В состав комплекса входят 8 ЗУР в транспортно-пусковых контейнерах, РЛС обнаружения целей и наведения на них ракет, управляющая ЭВМ, помехоустойчивая аппаратура связи и передачи данных для обеспечения координации действий между комплексами ADATS и другое необходимое оборудование. Предназначенный для американской армии вариант комплекса предполагалось поставлять оборудованным 25-мм автоматической пушкой и 12,7-мм пулемётом.

## Радиолокационная станция (РЛС)
Представляет собой импульсно-доплеровскую станцию кругового обзора, может работать на месте и в движении, способна обнаруживать самолёты и вертолёты на дальности до 25 км, летящие на высотах до 7 км. В зависимости от рельефа местности наземные бронированные цели она обнаруживает на дальности до 10 км.
Передатчик РЛС, работающий в диапазоне волн 5,2-10,9 ГГц, выполнен на лампе бегущей волны и имеет быструю перестройку частоты. Процессор обеспечивает одновременное сопровождение до 6 целей. РЛС объединена с системой опознавания «свой-чужой» и выдаёт на экран кругового обзора координаты цели (азимут и дальность) и её государственную принадлежность. Антенна РЛС установлена в кормовой части башни.

## Ракетное вооружение
- Длина ракеты: 2,05 м
- Диаметр: 152 мм
- Масса ракеты (снаряжённая): 51,3 кг
- Скорость:3М
- Дальность стрельбы (макс./мин.): 10/1 км
- Высота поражения цели (макс.): 7000 м
- Масса боевой части: 12,5 кг
- Тип боевой части: кумулятивно-осколочная с ударным и неконтактным лазерным взрывателями
- Бронепробиваемость: до 900 мм стальной катанной гомогенной брони
- Наведение на цель: наземные цели — по лазерному лучу, воздушные цели — комбинированное.

## Операторы
- Канада — 33[1], сняты с вооружения в 2012 годуThe ADATS was withdrawn from Canadian service in 2012.[2]
- . Хорватия  — 11.[источник не указан 637 дней]